# تصويت الشباب

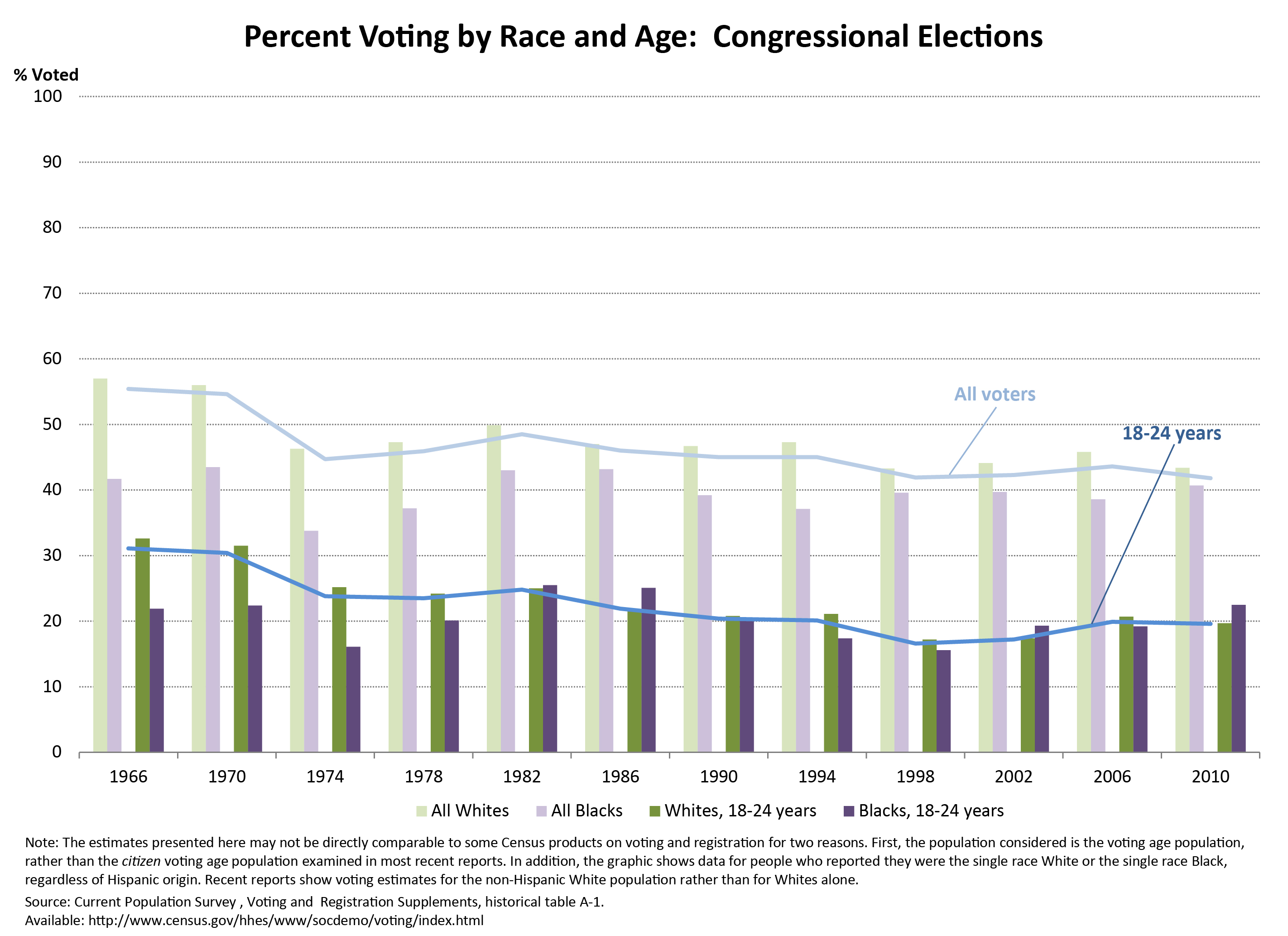

تصويت الشباب هو مصطلح سياسي يُستخدم بشكل أساسي في الولايات المتحدة لوصف الفئة العمرية من سن 18 إلى 29 عامًا وعاداتهم التصويتية.
ويعود مصطلح «تصويت الشباب» لثلاثينيات القرن الماضي، عندما تمت تعبئة الشباب الريفي والحضري ذي الدخل المنخفض لأول مرة في الولايات المتحدة للتصويت في الكتل الانتخابية من قِبل حركة الفعالية الشبابية. وكانت قضاياهم تتمثل بشكل كبير في البطالة والتشرد والتعليم والدخل المضمون.
وبينما تعرض الشباب للقمع والاستغلال في عاداتهم التصويتية خلال خمسينيات القرن الماضي، إلا أن أوائل الستينيات من القرن ذاته شهدت اهتمامًا متجددًا بتشجيع العادات التصويتية التقدمية للشباب. وعندما أصدرت منظمة طلاب من أجل مجتمع ديمقراطي دعوة عالمية لاتخاذ إجراءات تفاعلية حيال الشباب وذلك عبر بيان بورت هورون، تجاوب ملايين الشباب في جميع أنحاء العالم. وانتشرت مجموعة متنوعة من الجهود الخاصة بتصويت الشباب عبر أوروبا وآسيا وأمريكا الجنوبية وإفريقيا. وشهدت الولايات المتحدة طفرة هائلة في العمل المدني للشباب من جميع الأنواع، مع التركيز بشكل خاص على تصويت الشباب. وعملت مجموعة متنوعة من المنظمات، بما في ذلك اللجنة الطلابية لتنسيق الحراك السلمي والنمور السود وشباب اللوردات (Young Lords) والتحرر الشبابي في آن أربر (Youth Liberation of Ann Arbor) على تشجيع الشباب على التصويت معًا ولصالح قضايا مشتركة.
وقد تضاعف عدد الناخبين الشباب في الانتخابات الرئاسية الأمريكية عام 2008 ثلاث مرات، بل وتضاعف أربع مرات في بعض الولايات مقارنة بالانتخابات الرئاسية في عام 2004. وفي مقالته في مجلة تايم بعنوان "why Young Voters Care Again" (لماذا الاهتمام بالناخبين الشباب مرة ثانية"، يقول ديفيد فون دريل إن "أوباما جذب عددًا من الناخبين دون سن الثلاثين أكثر من جميع المرشحين الجمهوريين في ساوث كارولينا."  ولذلك، لم يخرج عدد كبير من الشباب للتصويت فحسب، بل إن الكثير منهم أدلى بصوته لصالح أوباما.
وكان للتكنولوجيا الجديدة، لا سيما الإنترنت، دور كبير في تيسير الأمر على المرشحين للوصول إلى الشباب، وبالتالي بات هناك عدد أكبر من الشباب الذين يدلون بأصواتهم. ومواقع مثل فيسبوك ويوتيوب لم تسمح فقط للطلاب غير المشتركين في الصحف أو الذين لا يشاهدون نشرات الأخبار المسائية بتصدر الصفوف الأولى لصناديق الاقتراع، ولكن أيضًا سمحت لهم بمشاركة تجاربهم المثيرة بشأن صناديق الاقتراع والمرشحين. وفي الانتخابات الكندية عام 2011، ساهم استخدام يوتيوب والتهكم من قبل الممثل الكوميدي ريك ميرسر في زيادة الإقبال من الناخبين الشباب.
واليوم تنادي عدد من المنظمات بالتزامها بجمع أصوات الشباب. ومن بين هذه المنظمات أور تايم وروك ذا فوت ورابطة الناخبين الشباب و18 in '08 ومركز المعلومات والبحوث في مجال التعليم المدني والمشاركة (CIRCLE) وأعلن عن نفسك (Declare Yourself) وYoung Voter PAC وWWE Smackdown Your Vote ومجموعة نيويورك لأبحاث المصلحة العامة (NYPIRG) وHeadcount وYouthVote USA.
وخلص استطلاع رأي أجري عام 2008 إلى إمكانية حدوث تراجع كبير من قِبل الناخبين الشباب في الانتخابات الكندية لعام 2008. ووجد استطلاع الرأي أن حوالي 50% فقط ممن شملهم الاستطلاع سيدلون بأصواتهم. وكانت هذه النسبة أقل من نسبة الانتخابات الكندية 2006 التي شارك فيها 57% من الشباب.

## وصلات خارجية
- Youth Vote Overseas نسخة محفوظة 18 سبتمبر 2008 على موقع واي باك مشين. Online registration and ballot request tools for U.S. voters 18-29 living overseas including students, volunteers and young professionals